# Avima checkeleyi
Avima checkeleyi is een hooiwagen uit de familie Agoristenidae.